# Preis der Leipziger Buchmesse
Preis der Leipziger Buchmesse ("Bokmässan i Leipzigs pris") är sedan 2005 ett årligt tyskt litteraturpris vid bokmässan i Leipzig. Det delas ut till en tyskspråkig bok i kategorierna skönlitteratur (Belletristik), facklitteratur (Fachbuch/Essayistik) och översättning (Übersetzung). Prissumman är 15 000 euro.

## Pristagare
Följande har tilldelats priset:
2005

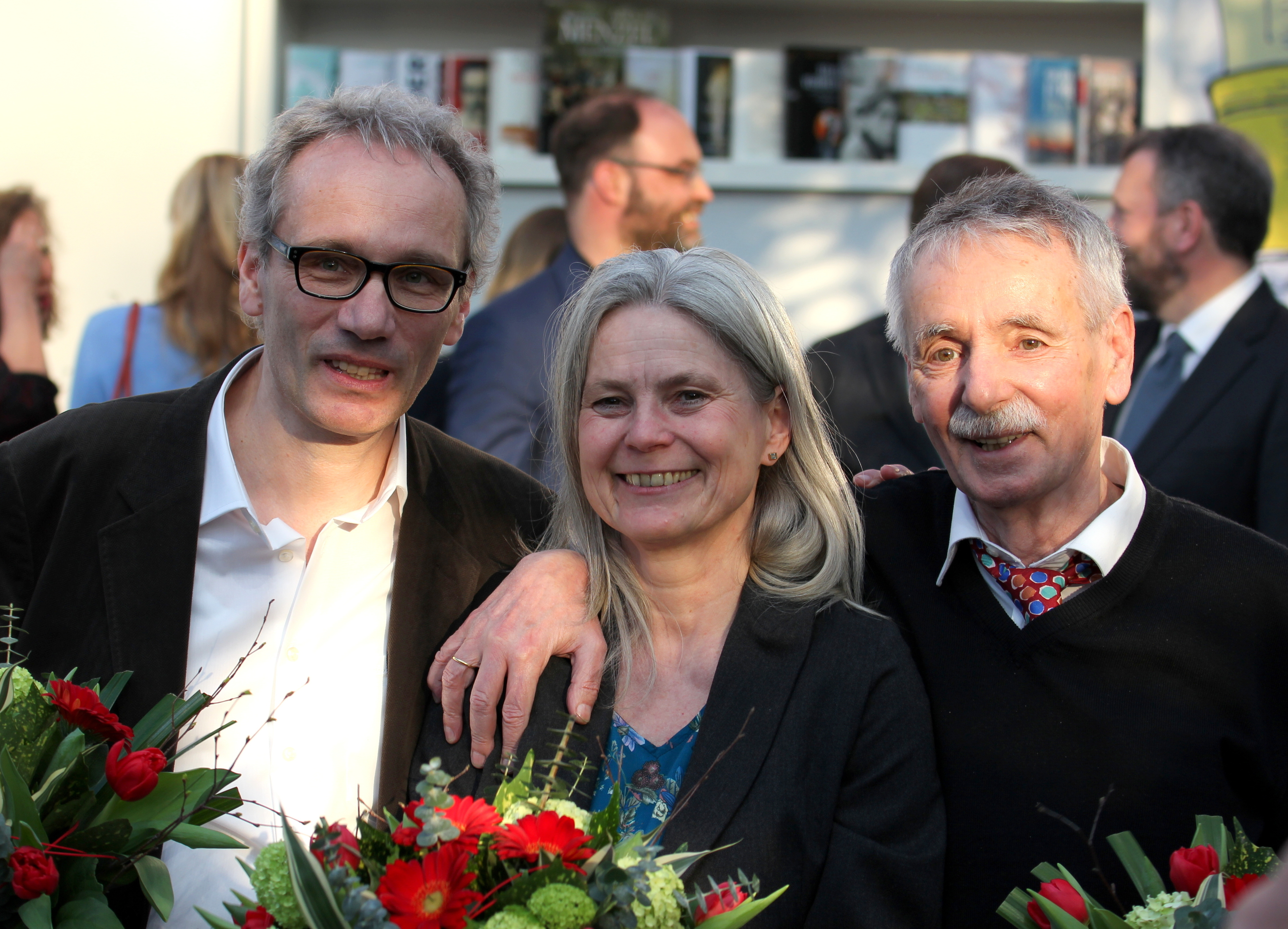
Pristagarna 2016. Från vänster till höger:
Jürgen Goldstein (facklitteratur),
Brigitte Döbert (översättning) och
Guntram Vesper (skönlitteratur).

- Skönlitteratur: Terézia Mora, Alla dagar (Alle Tage)
- Facklitteratur: Rüdiger Safranski, Schiller oder die Erfindung des Deutschen Idealismus
- Översättning: Thomas Eichhorn, översättning av Les Murrays Fredy Neptune

2006
- Skönlitteratur: Ilija Trojanow, Der Weltensammler
- Facklitteratur: Franz Schuh, Schwere Vorwürfe. Schmutzige Wäsche
- Översättning: Ragni Maria Gschwend, översättning av Antonio Morescos Gli esordi (Aufbrüche)

2007
- Skönlitteratur: Ingo Schulze, Mobilen (Handy)
- Facklitteratur: Saul Friedländer, Das Dritte Reich und die Juden 2. Die Jahre der Vernichtung 1939–1945
- Översättning: Swetlana Geier, översättning av Fjodor Dostojevskijs Ynglingen (Ein grüner Junge)

2008
- Skönlitteratur: Clemens Meyer, Natten och ljusen (Die Nacht, die Lichter)
- Facklitteratur: Irina Liebmann, Wäre es schön? Es wäre schön!
- Översättning: Fritz Vogelgsang, översättning av Joanot Martorells Tirant den Vite (Roman vom Weißen Ritter Tirant lo Blanc)

2009
- Skönlitteratur: Sibylle Lewitscharoff, Apostoloff
- Facklitteratur: Herfried Münkler, Die Deutschen und ihre Mythen
- Översättning: Eike Schönfeld, översättning av Saul Bellows Humbolt's Gift (Humboldts Vermächtnis)

2010
- Skönlitteratur: Georg Klein, Roman unserer Kindheit
- Facklitteratur: Ulrich Raulff, Kreis ohne Meister. Stefan Georges Nachleben
- Översättning: Ulrich Blumenbach, översättning av David Foster Wallaces Infinite Jest (Unendlicher Spaß)

2011
- Skönlitteratur: Clemens J. Setz, Die Liebe zur Zeit des Mahlstädter Kindes
- Facklitteratur: Henning Ritter, Notizhefte
- Översättning: Barbara Conrad, översättning av Lev Tolstojs Krig och fred (Krieg und Frieden)

2012
- Skönlitteratur: Wolfgang Herrndorf, Sand
- Facklitteratur: Jörg Baberowski, Verbrannte Erde. Stalins Herrschaft der Gewalt
- Översättning: Christina Viragh, översättning av Péter Nádas' Parallella historier (Parallelgeschichten)

2013
- Skönlitteratur: David Wagner, Leben
- Facklitteratur: Helmut Böttiger, Die Gruppe 47. Als die deutsche Literatur Geschichte schrieb
- Översättning: Eva Hesse, översättning av Ezra Pounds The Cantos (Die Cantos)

2014
- Skönlitteratur: Saša Stanišić, Före festen (Vor dem Fest)
- Facklitteratur: Helmut Lethen, Der Schatten des Fotografen
- Översättning: Robin Detje, översättning av William T. Vollmanns Europe Central

2015
- Skönlitteratur: Jan Wagner, Regentonnenvariationen
- Facklitteratur: Philipp Ther, Die neue Ordnung auf dem alten Kontinent
- Översättning: Mirjam Pressler, översättning av Amos Oz' Judas

2016
- Skönlitteratur: Guntram Vesper, Frohburg
- Facklitteratur: Jürgen Goldstein, Georg Forster: Zwischen Freiheit und Naturgewalt
- Översättning: Brigitte Döbert, översättning av Bora Ćosićs Tutori (Die Tutoren)

2017
- Skönlitteratur: Natascha Wodin, Sie kam aus Mariupol
- Facklitteratur: Barbara Stollberg-Rilinger, Maria Theresia. Die Kaiserin in ihrer Zeit
- Översättning: Eva Lüdi Kong, översättning av Färden till Västern (Die Reise in den Westen)

2018
- Skönlitteratur: Esther Kinsky, Hain. Geländeroman
- Facklitteratur: Karl Schlögel, Das sowjetische Jahrhundert. Archäologie einer untergegangenen Welt
- Översättning: Sabine Stöhr och Juri Durkot, översättning av Serhij Zhadans Internat

2019
- Skönlitteratur: Anke Stelling, Schäfchen im Trockenen
- Facklitteratur: Harald Jähner, Wolfszeit. Deutschland und die Deutschen 1945-1955
- Översättning: Eva Ruth Wemme, översättning av Gabriela Adameșteanus Verlorener Morgen (Förlorad morgon)